# Confederación Africana de Voleibol
La Confederación Africana de Voleibol (siglas: CAVB) es la organización deportiva continental que rige el voleibol en África. Su sede se encuentra en El Cairo, Egipto.

## Federaciones afiliadas
A partir del 2004, las federaciones nacionales siguientes estaban afiliados a la CAVB:
| Código | País                            | Federación                                  |
| ------ | ------------------------------- | ------------------------------------------- |
| ALG    | Argelia                         | Algerian Volleyball Federation              |
| ANG    | Angola                          | Federação Angolana de Voleibol              |
| BDI    | Burundi                         | Fédération Burundaise de Volleyball         |
| BEN    | Benín                           | Fédération Beninoise de Volley-Ball         |
| BOT    | Botsuana                        | Botswana Volleyball Federation              |
| BUR    | Burkina Faso                    | Federation Burkinabe de Volley-Ball         |
| CAF    | República Centroafricana        | Federation Centrafricaine de Volleyball     |
| CGO    | Congo                           | Fédération Congolaise de Volley-Ball        |
| CHA    | Chad                            | Fédération Tchadienne de Volley-Ball        |
| CIV    | Costa de Marfil                 | Fédération Ivoirienne de Volley-Ball        |
| CMR    | Camerún                         | Fédération Camerounaise De Volley-Ball      |
| COD    | República Democrática del Congo | Fédération de Volley-Ball du Congo          |
| COM    | Comoras                         | Fédération Comorienne de Volley-Ball        |
| CPV    | Cabo Verde                      | Federação Cabo-Verdiana de Voleibol         |
| DJI    | Yibuti                          | Fédération Djiboutienne de Volley-Ball      |
| EGY    | Egipto                          | Egyptian Volleyball Federation              |
| ERT    | Eritrea                         | Eritrean National Volleyball Federation     |
| ETH    | Etiopía                         | Ethiopian Volleyball Federation             |
| GAB    | Gabón                           | Federation Gabonaise de Volley-Ball         |
| GAM    | Gambia                          | Gambia Volleyball Association               |
| GBS    | Gabón                           | unknown                                     |
| GEQ    | Guinea Ecuatorial               | Federación Ecuatoguineana de Voleibol       |
| GHA    | Ghana                           | Ghana Volleyball Association                |
| GUI    | Guinea                          | Fédération Guineenne de Volley-Ball         |
| KEN    | Kenia                           | Kenya Volleyball Association                |
| LBA    | Libia                           | Libyan Volleyball Federation                |
| LBR    | Liberia                         | Liberia Volleyball Federation               |
| LES    | Lesoto                          | Lesotho National Volleyball Association     |
| MAD    | Madagascar                      | Fédération Malagasy de Volleyball           |
| MAR    | Marruecos                       | Fédération Royale Marocaine de Volley-Ball  |
| MAW    | Malaui                          | Volleyball Association Of Malawi            |
| MLI    | Malí                            | Fédération Malienne de Volleyball           |
| MOZ    | Mozambique                      | Federação Moçambicana de Voleibol           |
| MRI    | Mauricio                        | Mauritius Volleyball Association            |
| MTN    | Mauritania                      | Fédération Mauritanienne de Volley-Ball     |
| NAM    | Namibia                         | Namibian Volleyball Federation              |
| NGR    | Nigeria                         | Nigerian Volleyball Federation              |
| NIG    | Níger                           | Fédération Nigerienne de Volley-Ball        |
| RSA    | Sudáfrica                       | Volleyball South Africa                     |
| RWA    | Ruanda                          | Fédération Rwandaise de Volleyball          |
| SEN    | Senegal                         | Fédération Senegalaise De Volley-Ball       |
| SEY    | Seychelles                      | Seychelles Volleyball Federation            |
| SLE    | Sierra Leona                    | Fédération de Volleyball de la Sierra Leone |
| SOM    | Somalia                         | unknown                                     |
| SSD    | Sudán del Sur                   | South Sudan Volleyball Federation           |
| STP    | Santo Tomé y Príncipe           | Federação Santomense de Voleibol            |
| SUD    | Sudán                           | Sudan Volleyball Association                |
| SWZ    | Suazilandia                     | Swaziland National Volleyball Association   |
| TAN    | Tanzania                        | Tanzania Volleyball Association             |
| TOG    | Togo                            | Fédération Togolaise de Volley-Ball         |
| TUN    | Túnez                           | Fédération Tunisienne de Volley-Ball        |
| UGA    | Uganda                          | Uganda Volleyball Federation                |
| ZAM    | Zambia                          | Zambia Volleyball Association               |
| ZIM    | Zimbabue                        | Zimbabwe Volleyball Association             |

## Competencias

### Torneos de selecciones nacionales
- Campeonato Africano de Voleibol
- Campeonato Africano de Voleibol Femenino
- Campeonato Africano de Voleibol Masculino Sub-21
- Campeonato Africano de Voleibol Masculino Sub-19
- Campeonato Africano de Voleibol Femenino Sub-20
- Campeonato Africano de Voleibol Femenino Sub-18

### Torneos de clubes
- Copa Africana de Clubes Campeones de Voleibol